# Michel Hmaé
Michel Hmaé (nascido em 21 de março de 1978) é um ex-futebolista neocaledônio que atuava como atacante e ponta-direita.
Hmaé era presença constante na seleção do país. Em nível internacional, Michel Hmaé marcou 6 gols na Copa das Nações da OFC 2004, incluindo 5 contra as Ilhas Cook. Nos Jogos do Pacífico em 2003, ele marcou 4 gols contra a Micronésia.

## Carreira
Foi vice-campeão da Copa das Nações da OFC de 2008 com a Nova Caledônia, vencida pela Nova Zelândia, após ficar em 2° lugar no grupo dos classficados.

## Marcas
- Artilheiro do Campeonato Neocaledônio de Futebol

2006 - 12 gols